# Verdrag van Versailles (1768)
Het Verdrag van Versailles werd op 15 mei 1768 in Versailles gesloten tussen de republiek Genua en Frankrijk. Genua gaf Corsica in pand aan Frankrijk.
Corsica werd sinds 1284 door Genua beheerst. Vanaf de 18e eeuw beginnen de Corsicanen naar onafhankelijkheid te streven. Een Duitse avonturier, Theodor von Neuhoff, liet zich tot koning van Corsica uitroepen, na belofte van steun van Nederland en Engeland, dat in de Middellandse Zee al Minorca en Gibraltar bezat. Op vraag van Genua stuurde Frankrijk troepen, die de havens en de vestingen innamen, de opstandige bevolking controleerden, en zo ook verhinderden dat het eiland onder Britse controle kwam.
Bij het Verdrag van Versailles moest Genua Corsica in pand geven om de schuld aan Frankrijk te waarborgen. In feite kon Genua de schuld nooit terugbetalen, en als dat wel gekund had, had het het onafhankelijkheidsstreven niet meer in bedwang kunnen houden.    
Frankrijk behield de militaire controle over het eiland en tot aan de Franse Revolutie werd Corsica beschouwd als een persoonlijk bezit van de Franse koning. 